# Classe Svetlana
Gli incrociatori della classe Svetlana sono stati i primi ed unici incrociatori leggeri della Marina Imperiale Russa.
Le unità vennero progettate come esploratori dal programma di costruzioni navali 1912-1916, erano otto ed erano destinate ad operare con le corazzate classe Gangut e classe Imperatritsa Mariya e con flottiglie di cacciatorpediniere.
La loro costruzione venne interrotta dalla prima guerra mondiale e dalla Rivoluzione russa. Solo un'unità fu completata dal governo sovietico come incrociatore; due navi sono state completate come petroliere. L'unica unità entrata in servizio fu lo Svetlana, ribattezzato prima Profintern e poi Krasnyj Krym.

## Unità progettate
| Nome originale                      | Impostazione     | Varo             | Entrata in servizio | Destino finale |
| ----------------------------------- | ---------------- | ---------------- | ------------------- | --- |
| Svetlana (Светлана)                 | 11 novembre 1913 | 28 novembre 1915 | 1º luglio 1928      | ribattezzata Profintern dal 5 febbraio 1925 e Krasnyj Krym dal 31 ottobre 1939; trasformata in bersaglio per aerei dal 1959    |
| Admiral Butakov (Адмирал Бутаков)   | 23 luglio 1916   | 1917             | mai                 | scafo demolito agli inizi degli anni 1950                                                                                      |
| Admiral Spiridov (Адмирал Спиридов) | 16 novembre 1913 | 27 agosto 1916   | 24 dicembre 1926    | completata come petroliera con il nome di SS Grozneft, affondata dai tedeschi il 20 settembre 1943                             |
| Admiral Grejg (Адмирал Грейг)       | 24 novembre 1913 | 26 novembre 1916 | 24 dicembre 1926    | completata come petroliera con il nome di SS Azneft, arenata in una tempesta e spezzata in due il 23 dicembre 1937 e demolita. |